# Altwin d'Eichstätt
Pour les articles homonymes, voir Altwin.
Altwin (mort en 847) est évêque d'Eichstätt de 837 à sa mort.

## Biographie
Comme ses prédécesseurs, Altwin est probablement issu de la maison de Roning. Peut-être est-il un parent, un neveu, de l'évêque de Ratisbonne Adalwin.
Vers 838, il laisse le diacre Gundram, administrateur de l'abbaye de Solnhofen, ouvrir le tombeau de Solus afin de le placer dans un endroit plus digne.

## Source, notes et références
- Alfred Wendehorst: Das Bistum Eichstätt. Band 1: Die Bischofsreihe bis 1535 (= Germania Sacra. Neue Folge, 45). De Gruyter, Berlin 2006,  (ISBN 978-3-11-018971-1), S. 32–33 (Numérisation)